# Frits Soetekouw
Frits Soetekouw (Amsterdam, 16 juni 1938 – Purmerend, 3 mei 2019) was een Nederlands voetballer.

## Loopbaan
Soetekouw begon zijn loopbaan als verdediger bij amateurclub ADM en stapte in het seizoen 1959/1960 over naar het Amsterdamse De Volewijckers. Na een seizoen bij Heracles Almelo stapte hij in het seizoen 1964/65 over naar AFC Ajax. Het werd het slechtste seizoen ooit voor Ajax met een dertiende plaats op de ranglijst. De twee volgende seizoenen waren voor Soetekouw en de nieuwe trainer Rinus Michels een stuk succesvoller en Ajax werd tweemaal landskampioen. Met Soetekouw als aanvoerder werd in december 1966 op Europees niveau Liverpool FC verslagen in de legendarische Mistwedstrijd. Ajax werd echter in de volgende ronde uitgeschakeld door AS Dukla Praag. Soetekouw maakte in Praag drie minuten voor tijd een eigen doelpunt door een mislukte verdedigende omhaal. Ajax werd landskampioen in het seizoen 1966/67  met een doelsaldo van +88 (122-34). Dat was een nieuw record, dat het 21 jaar zou houden. Naderhand is dit licht verbeterd door PSV in 1987/88 (+89 (117-28)) en door Ajax in 1997/98 (+90 (112-22)). Het aantal gescoorde goals, 122, is nog steeds een record! Ajax won in 1966/67 ook de KNVB beker, en dus 'de dubbel'. Coach Michels zette zijn aanvoerder rücksichtslos aan de kant. Soetekouw speelde nauwelijks nog wedstrijden voor Ajax en verdween uit het eerste elftal.
Hierna vertrok Soetekouw half 1967 voor een seizoen naar PSV. De semi-prof en zijn gezin verhuisden naar het zuiden van Nederland, maar de rijschool die Soetekouw exploiteerde bleef bestaan. Hij speelde bij PSV stelselmatig in de basis, maar keerde toch terug naar de hoofdstad waar hij nog drie jaar speelde bij DWS, een van de voorlopers van FC Amsterdam, dat tussen juni 1972 en mei 1982 bestond. Met DWS behaalde Soetekouw de achtste finale van de Jaarbeursstedenbeker in het seizoen '68/'69, waar het uitgeschakeld werd door de Glasgow Rangers.
Soetekouw speelde één interland voor het Nederlands elftal op 14 oktober 1962 tegen België. Hij stond destijds onder contract bij De Volewijckers.
Na zijn actieve voetballoopbaan was hij onder andere werkzaam als trainer. In seizoen 1985/86 was hij vanaf september tot het einde van het seizoen ad-interim coach van AZ'67 als vervanger van Joop Brand.
De laatste jaren van zijn leven leed hij aan de ziekte van Alzheimer. Hij overleed op 80-jarige leeftijd in een verzorgingshuis in Purmerend, circa 1 1/2 maand voor wat zijn 81ste verjaardag zou zijn geweest.